# Butte de Thil

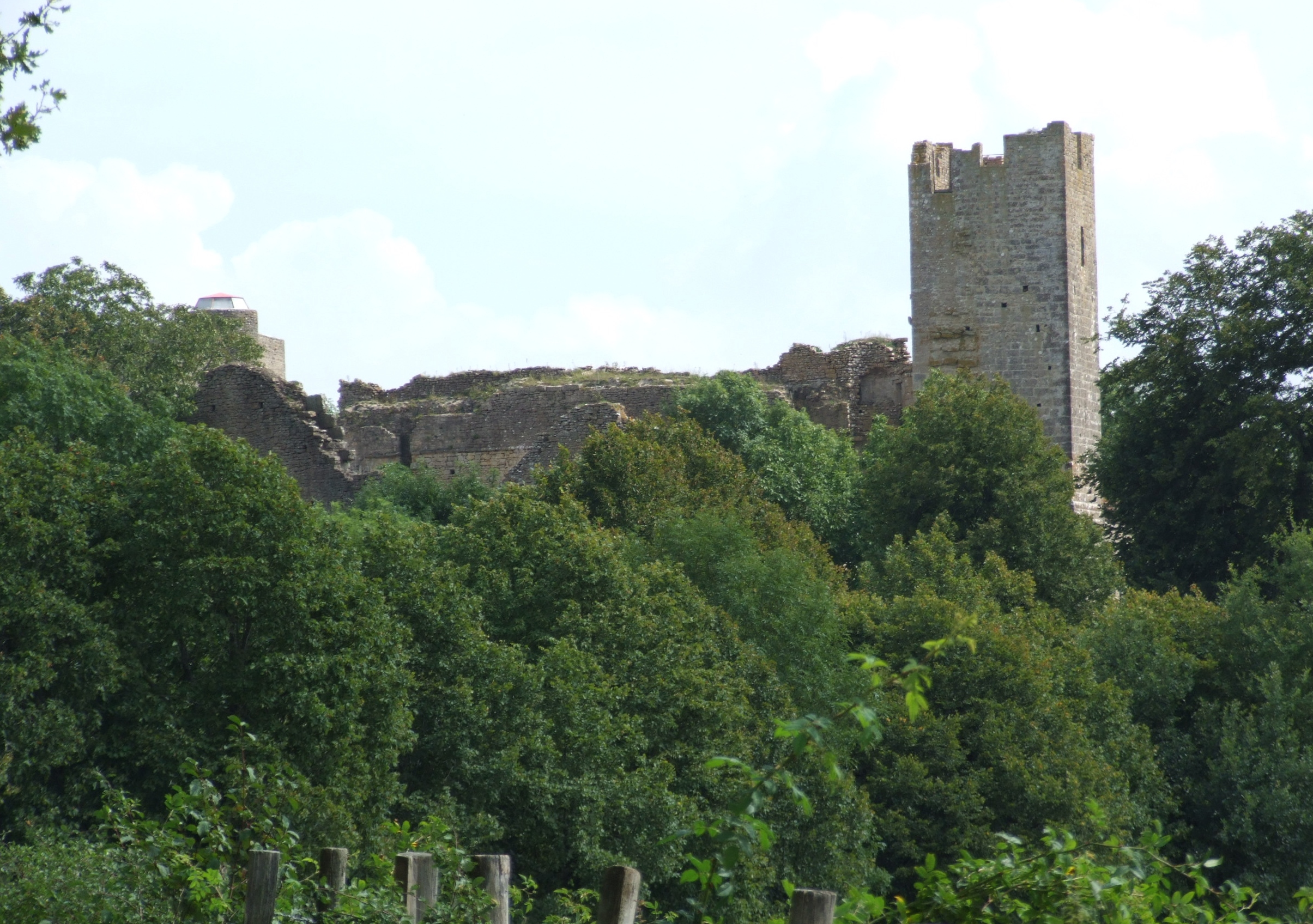

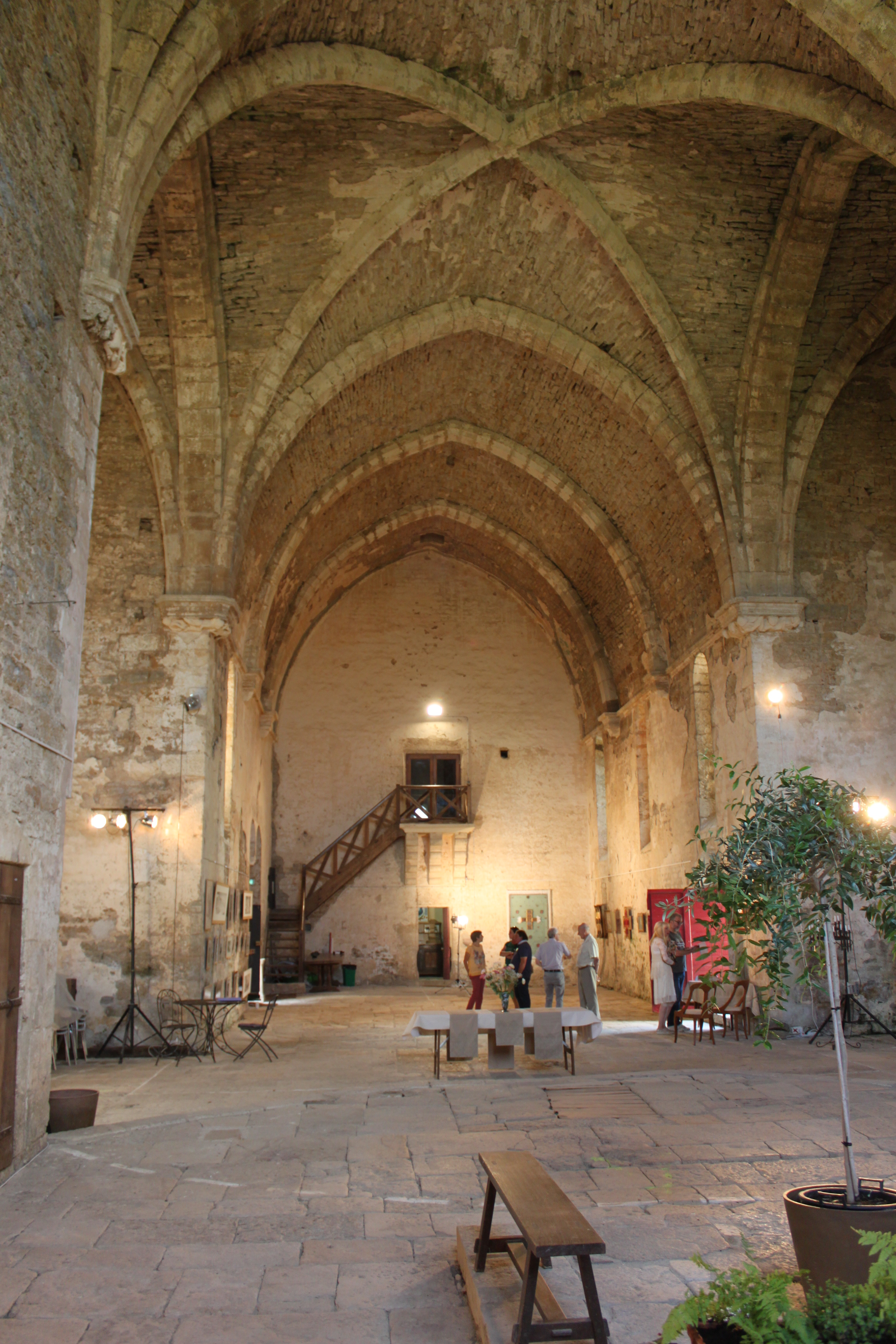

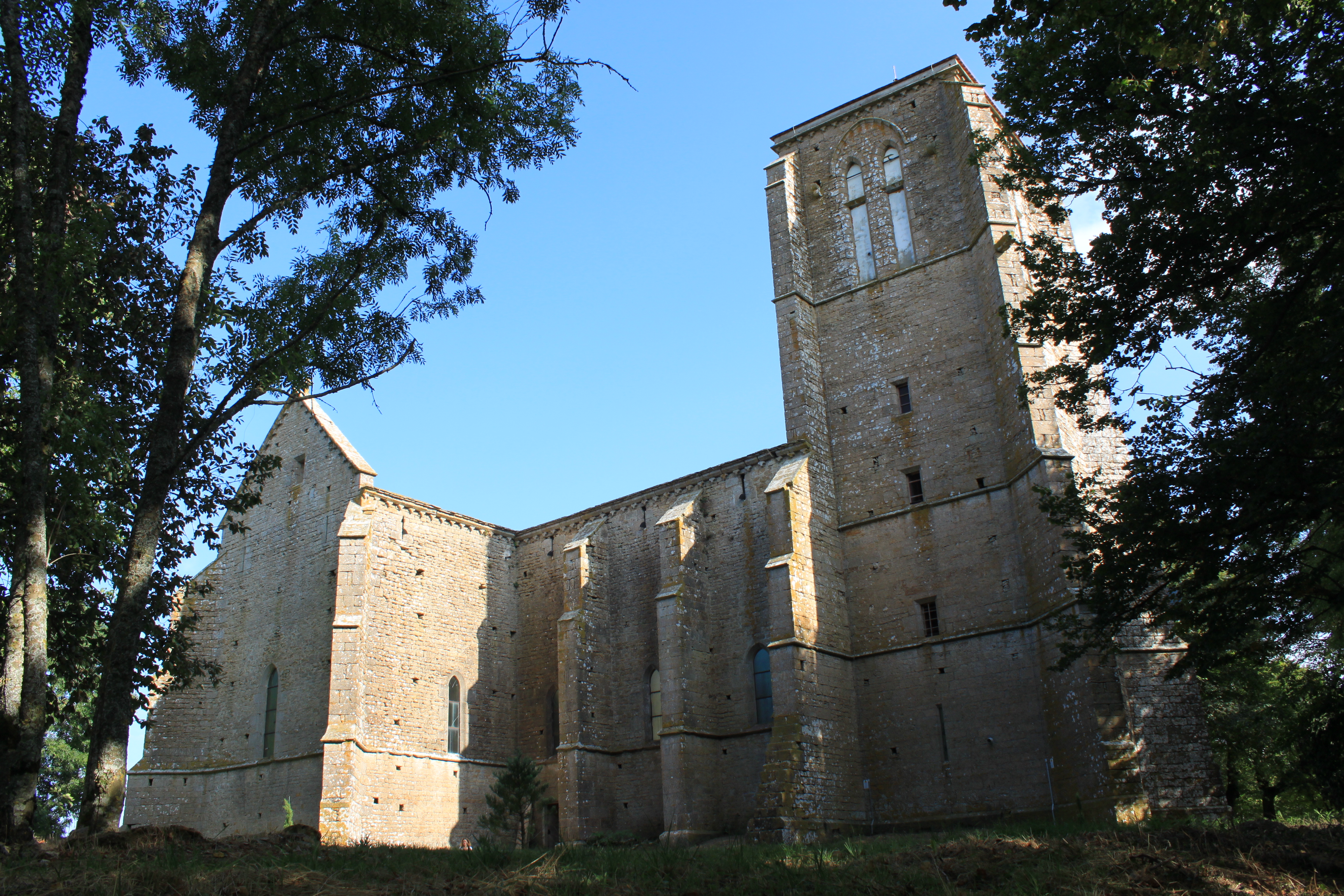

Butte de Thil – wzgórze znajdujące się na terenie gminy Vic-sous-Thil w departamencie Côte-d’Or. Ma 481 m n.p.m., a na jego szczycie znajdują się dwa pomniki połączone aleją wiekowych drzew: zamek w Thil i kolegiata w Thil.

## Geografia
Wzgórze znajduje się na terytorium Vic-sous-Thil między dolinami Serein na zachodzie i Armançon na wschodzie. Wznosi się na północno-wschodnim skraju Morvan, w regionie Auxois, około 50 km na zachód od Dijon.

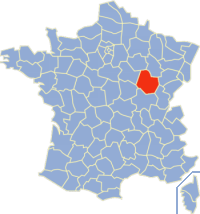
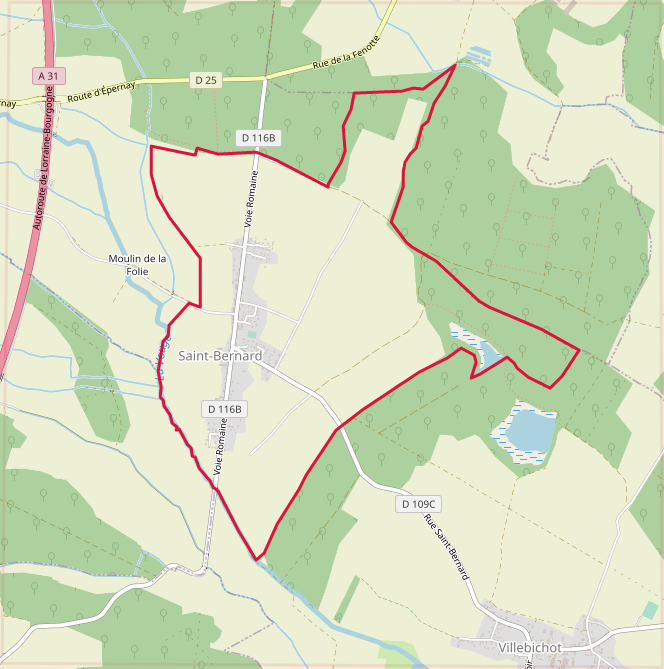

Tworzą go skały marglisto-wapienne od Toarcian do Aalénien, zwieńczone wapieniami z bajosu.

## Historia
Butte de Thil przez długi czas był siedzibą miejscowych właścicieli.
Od północnej części masywu Morvan, widok i ochrona, jaką zapewniały zbocza wzgórza, skłoniły do wybudowania zamku już w XI wieku, a trzy wieki później kolegiaty na drugim końcu wzgórza.
Blisko 1750 roku te dwa budynki, w pobliżu kilku dróg królewskich, zostały dobrze oznakowane na mapie Cassiniego. Pomiędzy tymi dwoma konstrukcjami mogły znajdować się domy kanoników lub wieś,      po której obecnie nie ma żadnych widocznych śladów.

## Dodatkowe informacje
- Kolegiata otwarta jest wyjątkowo podczas koncertów.
- Twierdzę Thil można zwiedzać od Wielkanocy do 1 listopada.